# Neunhof (Stadt Lauf)
Neunhof is een plaats in de Duitse gemeente Lauf an der Pegnitz, deelstaat Beieren, en telt 799 inwoners (2002).

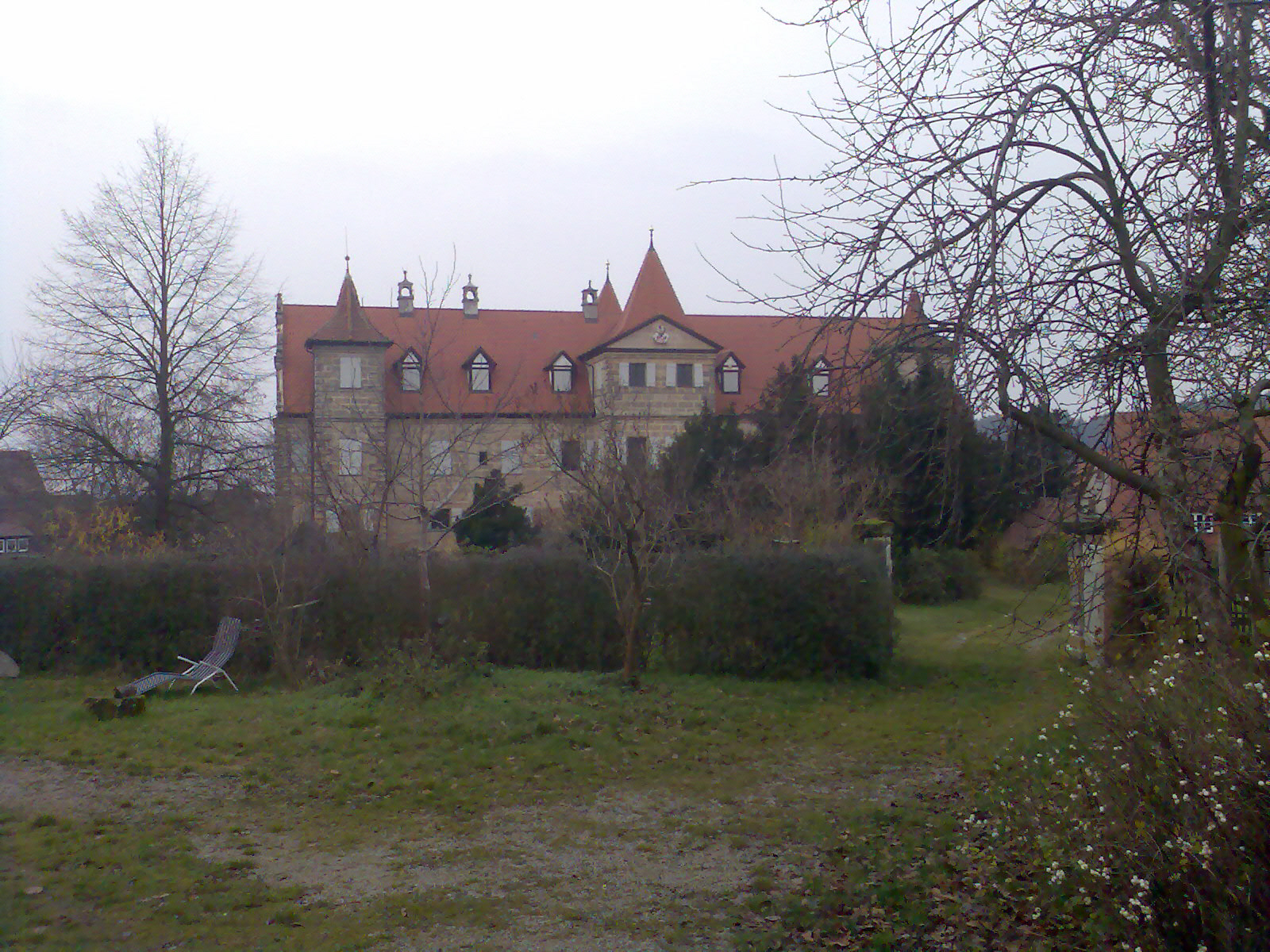
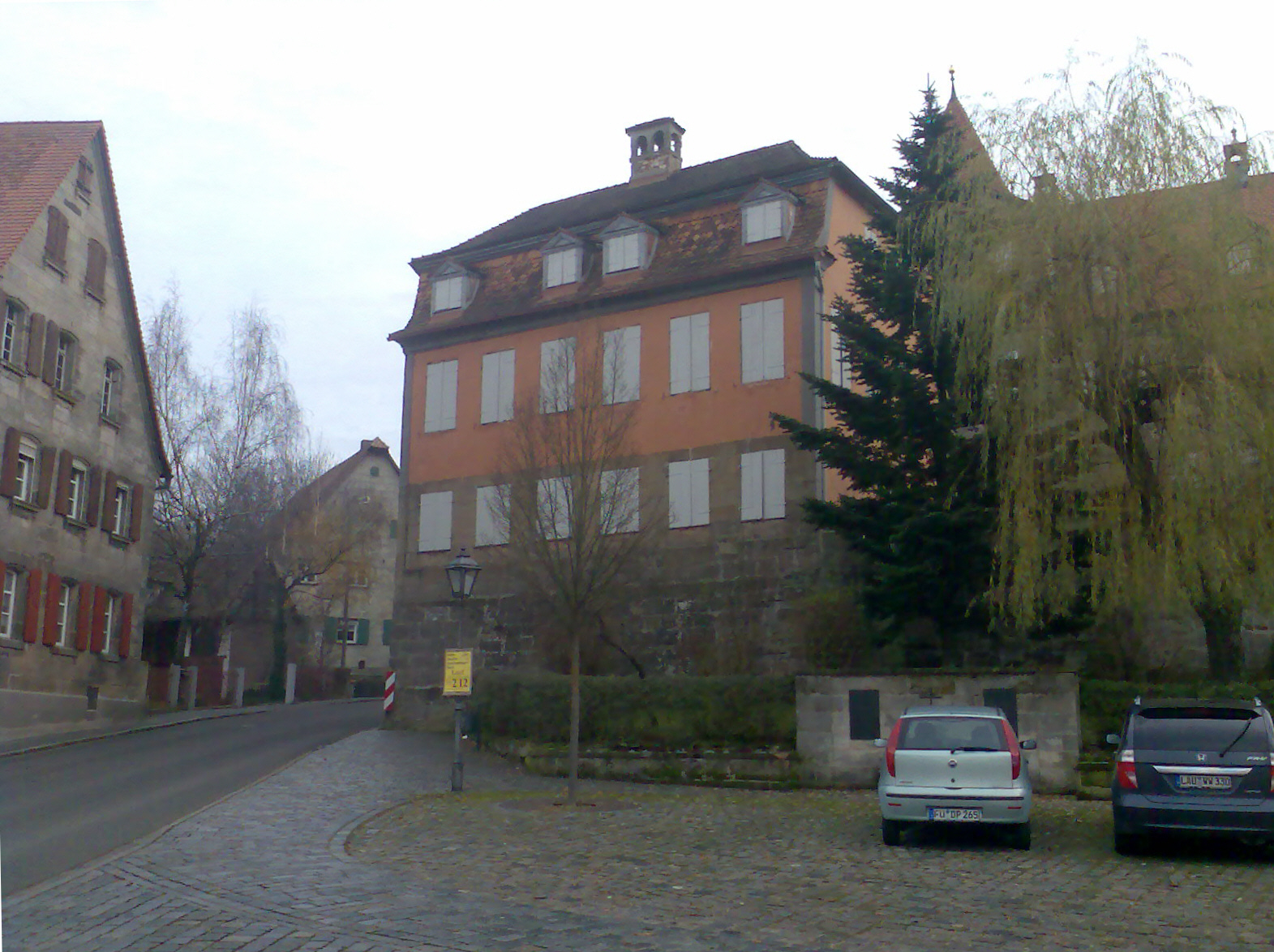
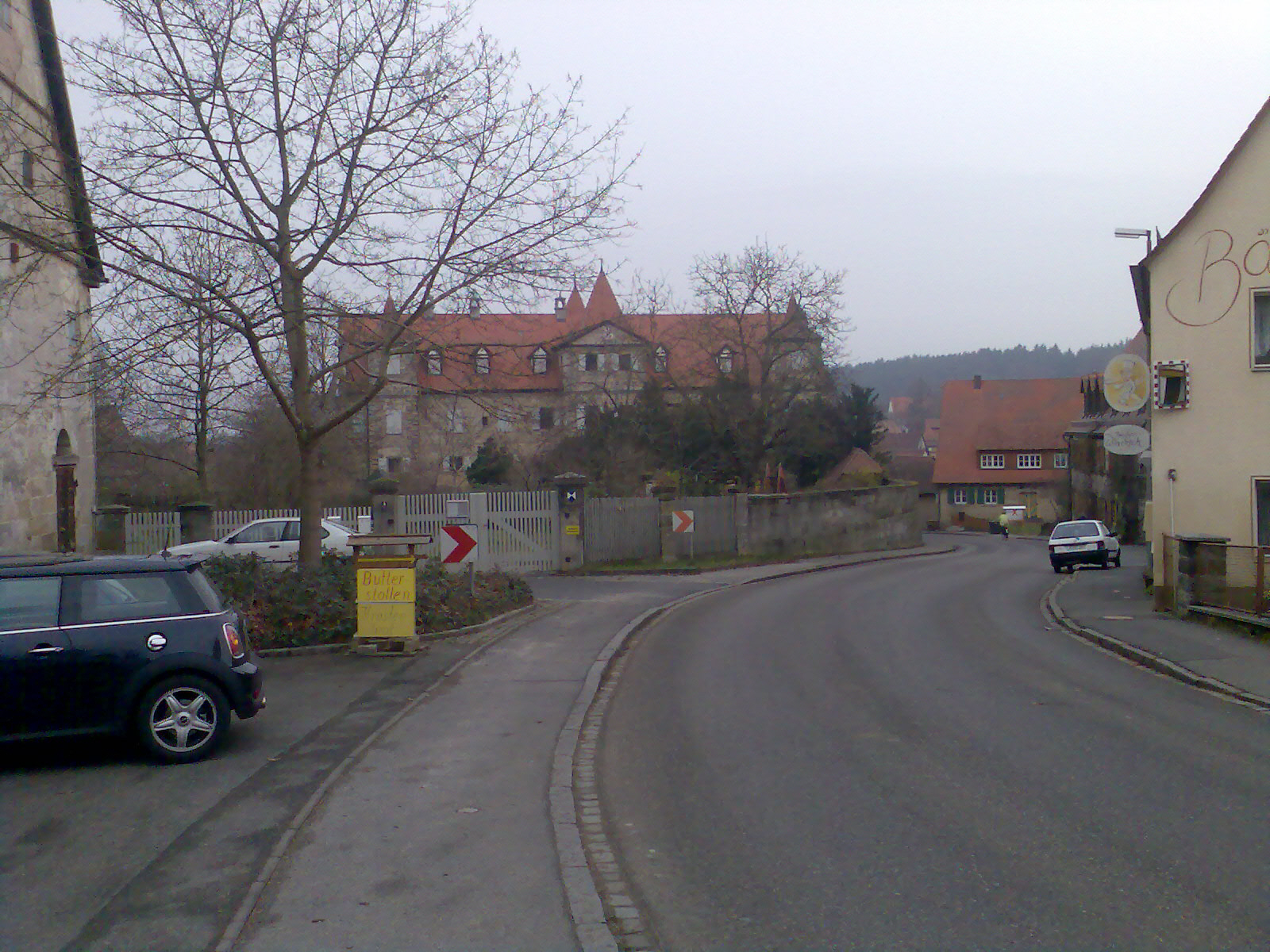